# Reuben Thorne
Reuben David Thorne (Christchurch, 2 gennaio 1975) è un ex rugbista a 15 e allenatore di rugby a 15 neozelandese, seconda linea, detentore del record di presenze per la franchise di Super Rugby dei Crusaders e internazionale per gli All Blacks tra il 1999 e il 2007 in tre edizioni della Coppa del Mondo di rugby. Dal 2011 fa parte dello staff tecnico dei Crusaders e collabora con la formazione provinciale di Canterbury.

## Biografia
Benché seconda linea, esordì da terza linea per Canterbury nel campionato nazionale provinciale neozelandese nel 1996, e due anni dopo fece parte della prima squadra dei Crusaders, la franchise di Super 12 che rappresenta la provincia di Canterbury.
Già alla sua prima stagione nella franchise si aggiudicò il titolo assoluto SANZAR, e quella fu solo la prima di sette vittorie, una delle quali, quella del 2002, fu costellata da un percorso netto di 13 vittorie (11 nella stagione regolare) in altrettanti incontri.
Esordì negli All Blacks a Pretoria contro il Sudafrica nel corso del Tri Nations 1999 e con un solo test match alle spalle prese parte alla successiva Coppa del Mondo nel Regno Unito, giungendo quarto.
Fu presenza regolare in Nazionale fino al 2007, prendendo parte alle due successive Coppe del Mondo, classificandosi terzo nell'edizione 2003; disputò il suo ultimo incontro internazionale contro la Romania nel corso della Coppa del Mondo di rugby 2007.
Dopo il Super 14 2008 lasciò i Crusaders: a tale data aveva assommato 129 presenze, che ne facevano, e ne fanno tuttora, il primatista assoluto di incontri giocati per la franchise di Christchurch; dopo un biennio allo Yamaha Júbilo di Iwata e agli Honda Heat di Suzuka, entrambe in Giappone, tornò in Nuova Zelanda richiamato dai Crusaders come giocatore e successivamente come assistente allenatore di Todd Blackadder; non scese mai in campo per la franchise, ma per Canterbury nel National Provincial Championship quattro volte tra il 2011 e il 2012 prima di chiudere definitivamente con l'attività agonistica e dedicarsi solo a quella tecnica.

## Palmarès
- Super Rugby: 7
Crusaders: 1998, 1999, 2000, 2002, 2005, 2006, 2008
- National Provincial Championship: 3
Canterbury: 1997, 2001, 2004